# Berkut Kijów
Berkut Kijów (ukr. Хокейний клуб «Беркут» Київ) – ukraiński klub hokejowy z siedzibą w Kijowie.

## Historia
Klub został założony w 1997 pod nazwą Berkut-PPO Kijów. Klub był farmą Sokiła Kijów. W latach 1997–2002 występował w ukraińskiej Wyższej Lidze oraz w Wschodnioeuropejskiej Hokejowej Lidze. W 2002 roku klub z powodów finansowych został rozwiązany.
W 2004 został założony nowy klub Berkut Browary. Do 2011 klub brał udział w rozgrywkach mistrzostw Ukrainy, którą w 2011 zastąpiła Profesionalna Chokejna Liha. Jako trener w klubie pracował Dmytro Pidhurski.
W sezonie PHL 2012/2013 drużyna zdecydowanie wygrała rundę zasadniczą, jednak następnie została decyzją władz ligi wykluczona z dalszej rywalizacji. Powodem było opóźnienie w dokonaniu wpłaty opłaty licencyjnej. W kwietniu 2013 roku Sąd Gospodarczy w Kijowie odrzucił roszczenia klubu zmierzające do uchylenia decyzji władz ligi.
Klub nie zgłosił drużyny do sezonu PHL 2013/2014.

## Sukcesy
- Złoty medal Wschodnioeuropejskiej Hokejowej Ligi: 2000, 2001
- Złoty medal mistrzostw Ukrainy: 2000, 2001, 2002
- Srebrny medal mistrzostw Ukrainy: 1998, 1999, 2006, 2007, 2010
- Brązowy medal mistrzostw Ukrainy: 2012